# Predmost
Predmost är en by i Tjeckien, nära staden Přerov. Byn är mest känd för sina fynd från paleolitisk stenålder.
Fynden kommer från mäktiga lager av lössjord vid basen av den klippa där byn Predmost ligger. Redan 1571 omtalas fynd av "jätteskelett" på platsen. Den undersöktes vetenskapligt första gången av Heinrich Wankel 1880–1886 och undersökningarna fortsatte senare av andra forskare bland annat M. Absalon i Brünn.
Till fynden från de mäktiga kulturlagren märks bland annat omkring 3 000 betar av mammut. Redskapen som är över 40 000 år och mest påträffats i anslutning till härdarna är omkring 40 000 och tillverkade av flinta och andra bergarter samt ben, horn och mammutelfenben. Bland benen påträffades sådana efter mammut, ren, myskoxe, björn, varg, älg, lejon, ullhårig noshöring, leopard, saigaantilop med flera arter. Man har även påträffat människoben, varav huvuddelen påträffades i en av K. Marka 1894 utgrävd massgrav.